# Alesjaure

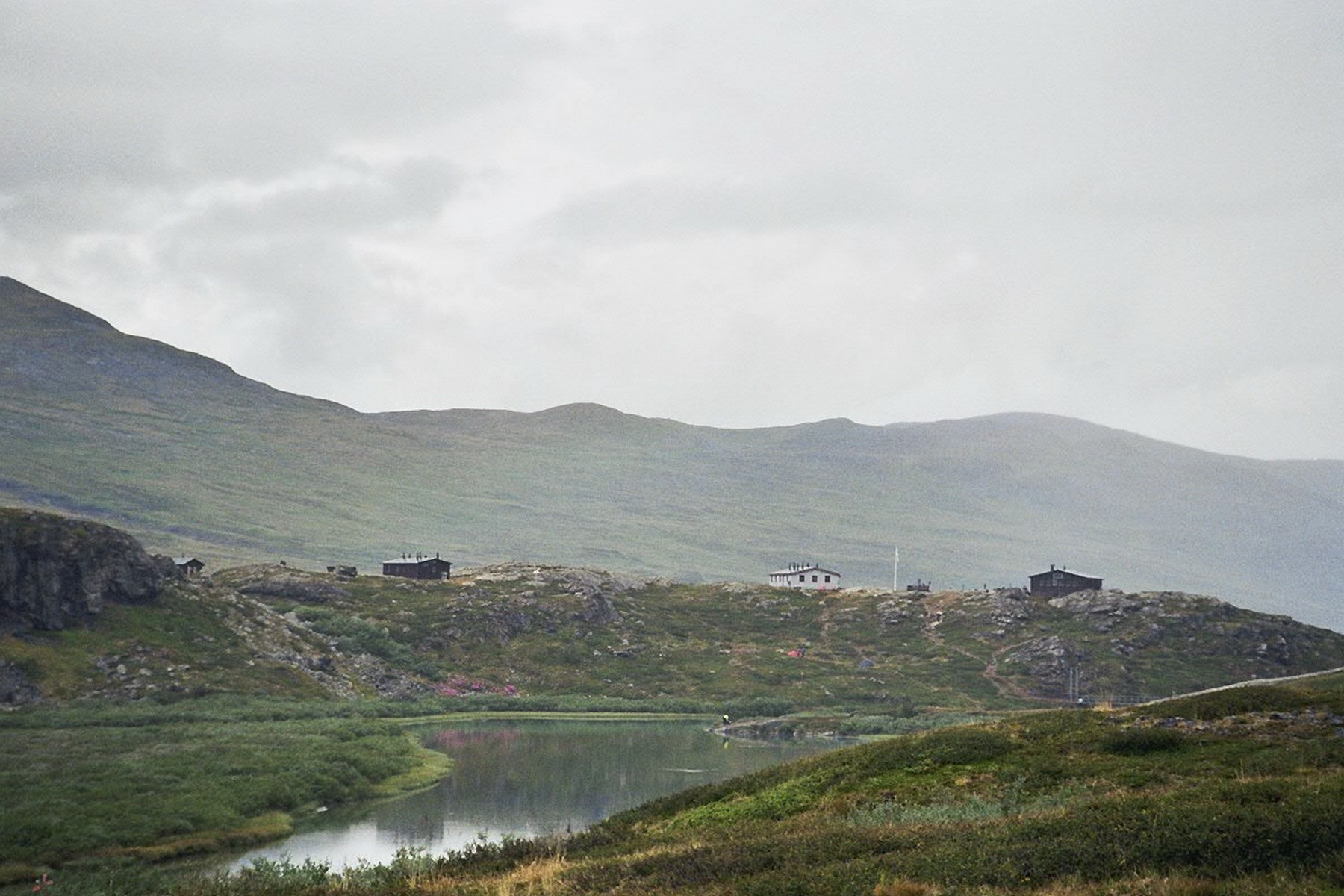
Die Alesjaurehütten von Norden

Alesjaure ist eine auf dem nördlichen Abschnitt des Kungsleden gelegene Schutzhütte des schwedischen Wandervereins STF.
Die Alesjaurestuga liegt oberhalb des gleichnamigen Sees auf 780 m.ö.h. gegenüber der gleichnamigen Sami-Siedlung, die als Sommerweideland für die Rentiere dient. Es stehen insgesamt 78 Betten und zwei recht große Selbstversorger-Küchen zur Verfügung. In einem kleinen Laden kann man während der Saison das Notwendigste einkaufen.
Koordinaten: 68° 8′ 13″ N, 18° 24′ 46″ O